# 1254
1254 (MCCLIV) var ett normalår som började en torsdag i den julianska kalendern.

## Händelser

### December
- 12 december – Sedan Innocentius IV har avlidit en vecka tidigare väljs Rinaldo Conti till påve och tar namnet Alexander IV.

### Okänt datum
- Birger jarl får påven att stadfästa hans förslag om att ge län till sina söner. Länen skall dock stå under äldste broderns, kung Valdemars, överhöghet.
  - Hertig Magnus får Södermanland i förläning.
  - Hertig Bengt får en del av Finland i förläning.
  - Hertig Erik får en del av Småland i förläning.

## Födda
- Bengt Birgersson (Bjälboätten), son till Birger jarl.
- Maria av Brabant, fransk drottning.
- Marco Polo, venetiansk upptäcktsresande.

## Avlidna
- 17 juni – Ingeborg, dotter till den svenske kungen Erik Knutsson, gift med Birger jarl.
- 7 december – Innocentius IV, född Sinibaldo de Fieschi, påve sedan 1243.